# 大庭靖雄
大庭 靖雄（おおば やすお、1951年8月12日 - ）は、佐賀県出身の国交省官僚で、現在、日本ナショナルトラスト理事長。日本の海運、陸運、航空政策にあかるく、日本物流団体連合会理事長も務めた。
著書に『物流打明け話』株式会社流通研究社、『車椅子の御大　豪州を行く』Amazon Kindleがある。

## 略歴
佐賀市立赤松小学校、佐賀市立城南中学校、佐賀県立佐賀西高等学校をへて、
1975年 東京大学法学部卒業
1975年 旧運輸省入省
　外務省在オーストラリア日本国大使館一等書記官
　新東京国際空港公団企画室長
　国土交通省の総合政策局総務課長
　九州運輸局長
　大臣官房審議官
　内閣官房総合海洋政策本部事務局長等を経て、退官
2011年～2015年 (一社)日本物流団体連合会理事長
2015年～2019年 (株)NAAファシリティーズ代表取締役社長
2016年～2022年 (一社)日本マテリアルフロー研究センター会長
2019年～現任 (公財)日本ナショナルトラスト理事長
2021年（令和3年 秋） 瑞宝中綬章